# Eot Municipality
Eot Municipality är en kommun i Mikronesiska federationen.   Den ligger i delstaten Chuuk, i den västra delen av landet, 700 km väster om huvudstaden Palikir. Antalet invånare är 382. Eot Municipality ligger på ön Eot Island.